# Agostino Kotzian
Agostino Kotzian (Brno, 19 agosto 1792 – Livorno, 18 aprile 1878) è stato un imprenditore austriaco.

## Biografia
Trasferitosi a Livorno intorno al 1814, divenne membro attivo della comunità protestante della città, come testimonia la sua iscrizione nel registro della Nazione Olandese-Alemanna (il cosiddetto Libro Rosso) avvenuta nel 1837.
Iniziò la sua carriera commerciale alle dipendenze di Pietro Senn, nella società P. Senn & C. diventandone socio nel 1821 e divenendo anche parente del Senn sposandone la nipote l'anno successivo.
La "P. Senn & C." aveva avuto origine da una società più antica, fondata precedentemente al 1772 da Joseph Guigues, un mercante francese che ricevette l'incarico di fornitore delle truppe napoleoniche in Italia nel 1799.
Nel 1836 Agostino venne eletto Presidente della Camera di Commercio di Livorno e Amministratore della Banca di Sconto, ruoli che fu chiamato a ricoprire anche nel 1849.
Il Kotzian contribuì in maniera determinante, assieme ad Emanuele Fenzi e Pietro Senn, alla realizzazione della Ferrovia Leopolda, la linea ferroviaria costruita negli anni quaranta del XIX secolo per unire Firenze a Livorno.
Ebbe un ruolo di primo piano anche durante l'invasione austriaca del 1849 facendo parte della Deputazione di nobili e negozianti livornesi che tentarono, sebbene invano, di contrattare col Barone d'Aspre per una resa pacifica della città alfine di evitare il peggio.
Nel 1851 fu nobilitato dal granduca di Toscana Leopoldo II per merito, in relazione alla costruzione della Leopolda.
Agostino Kotzian continuò l'attività di negoziante fino ad età avanzata, passandola successivamente ai figli. Si susseguirono quindi varie denominazioni sociali fino alla ben nota "Magazzini Kotzian" esistita a Livorno fino a pochi anni fa.
Morì nel 1878 e venne sepolto nel Cimitero Olandese-Alemanno. È presente all'ingresso del cimitero una stele dove appare il suo nome e quello della moglie Eugénie fra i benefattori della Comunità.